# Grube Sangberg

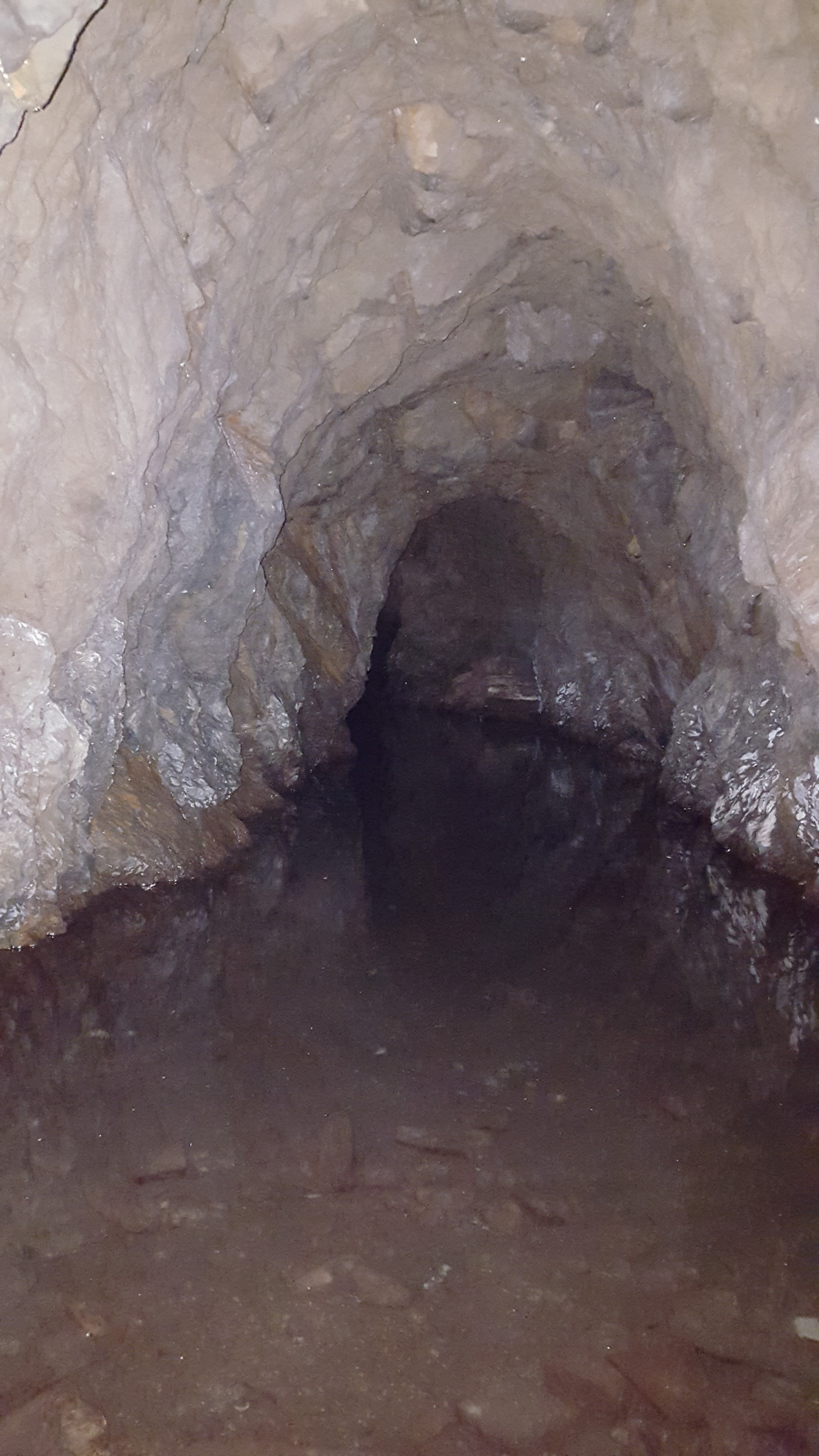
Blick durch das Stollenmundloch des oberen Stollens der Grube Sangberg bei Dillbrecht

Die Grube Sangberg war ein Kupferbergwerk bei Dillbrecht (Gemeinde Haiger) im Lahn-Dill-Kreis.
Im Amtsblatt der Königlichen Regierung zu Wiesbaden, Ausgabe 1869 wird die Verleihung der Bergwerksrechte an Müller Wilhelm Ameis zu Fellerdilln offiziell verkündet:
Königliches Oberbergamt. Im Namen des Königs. Auf Grund der Muthung vom 30. Mai 1867 wird dem Müller Wilhelm Ameis zu Fellerdilln unter dem Namen Sangberg das Bergwerkseigenthum in dem in den Gemeinden Dillbrecht, Fellerdilln, Niederroßbach und Oberroßbach, im Dillkreise, Regierungsbezirk Wiesbaden und Oberbergamtsbezirk Bonn belegenen Felde, welches einen Flächeninhalt von dreihundert fünfzig Tausend Quadratlachtern hat und dessen Grenzen auf dem am heutigen Tage beglaubigten Situationsrisse mit den Buchstaben A, B, C, E, bezeichnet sind, zur Gewinnung der in dem Felde vorkommenden Kupfererze nach dem Berggesetze vom 24. Juni 1865 hierdurch verliehen. Urkundlich ausgefertigt. Bonn, den 16. Juni 1869

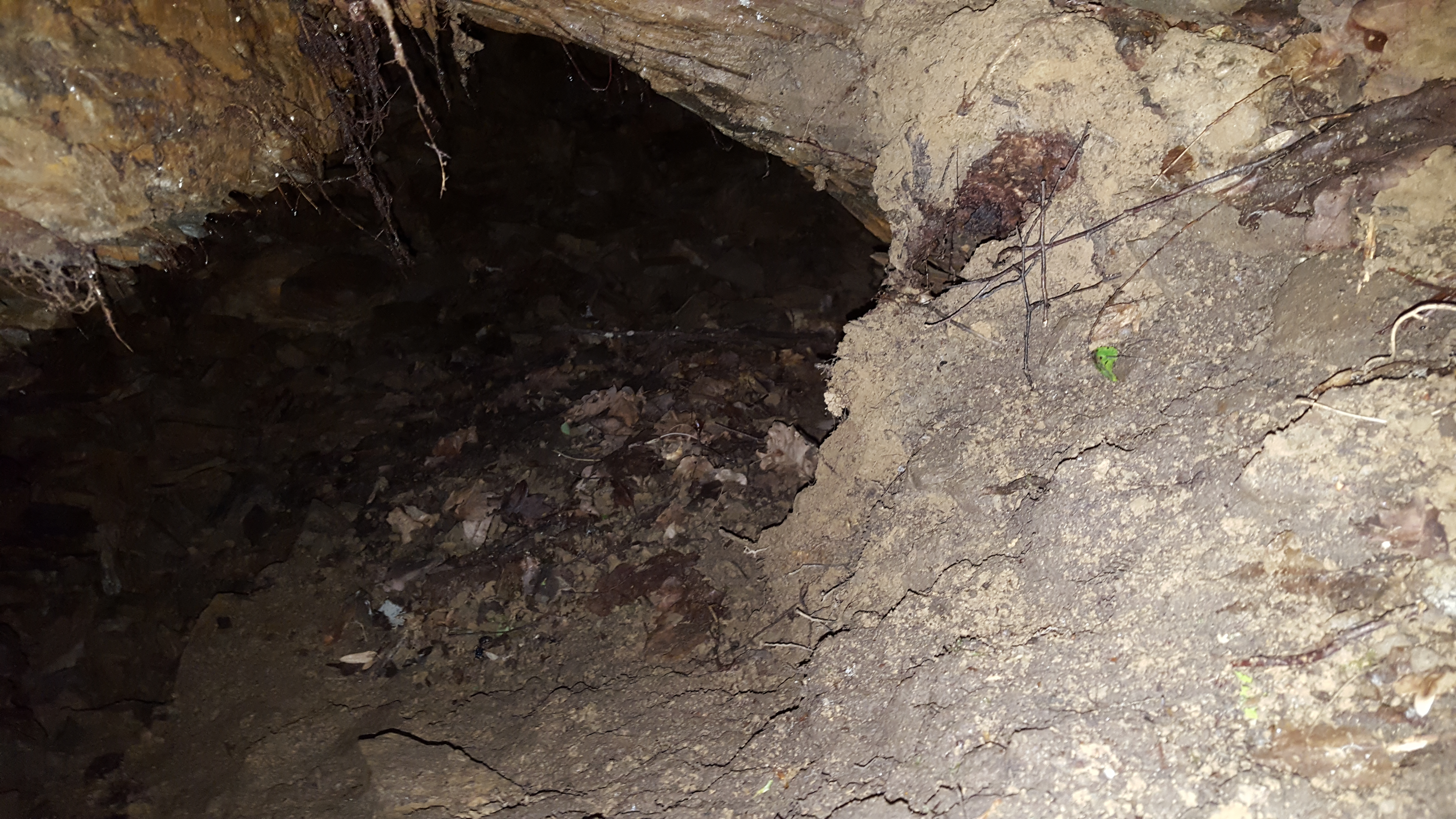
Blick durch das teilweise verbrochene Stollenmundloch des unteren Stollens der Grube Sangberg bei Dillbrecht

Das Bergwerk verfügte über zwei Stollen. In Sangberg I (Lage) wurde Kupfer gefördert, in Sangberg II, nur ca. 50 m hangabwärts von Sangberg I gelegen, (Lage) Blei und Eisen. Abbau wurde ein paar Jahre lang betrieben.  Das abgebaute Mittel entspricht vermutlich der Fortsetzung eines Gangmittels der Grube Aurora. Die Stollenmundlöcher sind noch erhalten bzw. erkennbar, ebenso die unterhalb der Stollen liegenden Halden.